# Progonia fonteialis
Progonia fonteialis är en fjärilsart som beskrevs av Walker 1859. Progonia fonteialis ingår i släktet Progonia och familjen nattflyn. Inga underarter finns listade i Catalogue of Life.